# Sophie Hensser
Sophie Hensser es una actriz australiana, más conocida por haber interpretado a Megan en The Saddle Club y actualmente por dar vida a Viv Maguire en la serie Love Child.

## Biografía
Su madre es la actriz Wendy Strehlow. Sophie entrenó con el Australian Theatre for Young People y participó en el programa abierto de la prestigiosa National Institute of Dramatic Art NIDA.
Actualmente Sophie sale con Danny Bloom.

## Carrera
En 2001 se unió al elenco de la serie The Saddle Club, donde interpretó a Megan hasta 2002. El 10 de febrero de 2009 apareció de forma recurrente en la exitosa serie australiana Home and Away, donde interpretó a Freya Duric hasta el 24 de febrero del mismo año. Entre 2009 y 2010, apareció en series como Cops: L.A.C. y en All Saints.
En 2010 apareció de forma recurrente en la serie de crimen Underbelly: The Golden Mile, donde interpretó a Monica, una mesera y novia del traficante de drogas Benny Kassab (Michael Vice). En 2012 se unió al elenco de la serie Tricky Business, donde interpretó a la coqueta Lily Christie, hasta el final de la serie ese mismo año, luego de que fuera cancelada al finalizar la primera temporada por las bajas audiencias. En 2014 se unió al elenco principal de la miniserie Love Child, donde da vida a Vivian "Viv" Maguire, hasta ahora.

## Filmografía

### Series de televisión
| Año         | Título                      | Personaje       | Notas                                 |
| ----------- | --------------------------- | --------------- | ------------------------------------- |
| 2014 - 2017 | Love Child                  | Vivian Maguire  | 34 episodios                          |
| 2015        | Australia: The Story of Us  | Elizabeth Perry | episodio "Worlds Collide" - miniserie |
| 2013        | Serangoon Road              | Gina Kershaw    | episodio # 1.8                        |
| 2012        | Tricky Business             | Lily Christie   | 13 episodios                          |
| 2011        | Crownies                    | Nadia Tesla     | 2 episodios                           |
| 2010        | Cops: L.A.C.                | Karen           | episodio "Illegal Dumping"            |
| 2010        | Underbelly: The Golden Mile | Monica          | 5 episodios                           |
| 2009        | All Saints                  | Isabelle        | episodio "In Trust"                   |
| 2009        | Home and Away               | Freya Duric     | 10 episodios                          |
| 2001 - 2002 | The Saddle Club             | Megan           | 25 episodios                          |
| -           | Bush Patrol                 | -               | -                                     |

### Película
| Año  | Título      | Personaje | Notas                                                                                       |
| ---- | ----------- | --------- | ------------------------------------------------------------------------------------------- |
| 2014 | Second Hand | Tessa     | corto - junto a Jeremy Lindsay Taylor, Susan Prior, Matt James, Andrew Steel & Clare McCann |
| 2011 | Driver      | Lara      | corto - junto a Luke Ford & Tim Pocock                                                      |

### Teatro
| Año  | Obra                   | Personaje | Director    | Teatro                  | Notas                                           |
| ---- | ---------------------- | --------- | ----------- | ----------------------- | ----------------------------------------------- |
| 2011 | Silent Disco           | Tamara    | Lee Lewis   | Griffin Theatre         | junto a Camilla Ah Kin, Kirk Page & Meyne Wyatt |
| -    | Summerfolk             | -         | Eamon Flack | -                       | -                                               |
| -    | The Distance from Here | -         | John Sheedy | Griffin Theatre Company | -                                               |

## Premios y nominaciones
| Año  | Categoría                        | Premio            | Serie         | Resultado |
| ---- | -------------------------------- | ----------------- | ------------- | --------- |
| 2009 | Best Bitch (junto a Tessa James) | Inside Soap Award | Home and Away | Nominadas |